# 214 f.Kr.
| 214 f.Kr.          |
| ------------------ |
| Dødsfald - Fødsler |